# Peckhamia picata
Peckhamia picata là một loài nhện trong họ Salticidae.
Loài này thuộc chi Peckhamia. Peckhamia picata được Nicholas Marcellus Hentz miêu tả năm 1846.